# Santiago de la Ribera
Pour les articles homonymes, voir Santiago (homonymie).
Santiago de la Ribera est une petite localité appartenant à la commune de San Javier dans la région de Murcie, en Espagne. Située sur les bords de la Mar Menor, elle comprend plusieurs quartiers, parmi lesquels la Ciudad del Aire (la ville de l'air), San Blas, Los Pozuelos et El Barrio de los Pescadores (le quartier des pêcheurs). On trouve au nord de Santiago de la Ribera la commune de Lo Pagán, appartenant à la ville de San Pedro del Pinatar ; à l'est la Mar Menor ; à l'ouest San Javier et au sud Los Narejos (commune faisant partie de Los Alcàzares).

Elle abrite le siège de l'Académie Générale de l'Air.

Santiago de la Ribera dispose d'une forte attractivité touristique en raison de son fort ensoleillement, de ses plages et de sa proximité avec la Mar Menor.

## Histoire
Cette localité a été fondée en 1888 par le frère Jose Barnuevo, Chevalier de l'Ordre Militaire de Santiago qui, à partir de ses terres de Torre Mínguez, a conçu l'urbanisation d'une partie de la propriété et ce d'une manière exceptionnelle et moderne pour l'époque.

## Fêtes
- Romería de San Blas, le 3 février : pèlerinage à l'ermitage de San Blas et dégustation gastronomique.

- Carnaval, février : défilé costumé, concours pour les enfants et élection de la reine du carnaval.
- Fêtes d'Avril, le 1er week-end de mai : concours, théâtre, maisonnettes andalouses, messe du rosaire et journée des enfants.
- Jour de la région de Murcie, le 9 juin : célébration du jour de la région.
- Vierge du Carmel, le 16 juillet : fête populaire et procession en mer.
- Fête de Saint Jacques (patron), le 25 juillet : célébration du patron de l'Espagne et de Santiago de la Ribera.
- Saint François Xavier, le 3 décembre : célébration dans toute la ville de son saint patron François Xavier.